# 빅 제이크
빅 제이크(Big Jake)는 미국에서 제작된 존 웨인 감독의 1971년 액션, 범죄, 드라마 영화이다. 존 웨인 등이 주연으로 출연하였고 마이클 웨인 등이 제작에 참여하였다.

## 출연

### 주연
- 존 웨인

### 조연
- 리처드 분
- 패트릭 웨인
- 크리스토퍼 밋첨
- 브루스 가보
- 글렌 콜베트

## 제작진
- 배역: 호이트 보워스